# 小行星1183
小行星1183（1183 Jutta）是一颗围绕太阳公转的小行星。1930年2月22日，卡爾·威廉·萊茵姆特在海德堡发现了此天体。
这颗小行星的绝对星等为205.20344等。